# بروك دورساي
بروك دورساي هي ممثلة كندية، ولدت في 17 فبراير 1982 بتورونتو في كندا.

## أعمال

### أفلام
- (2004) هارولد وكومار يذهبان إلى مطعم القلعة البيضاء

### مسلسلات
- رجلان ونصف
- كيف قابلت أمكما

## وصلات خارجية
- بروك دورساي على موقع IMDb (الإنجليزية)
- بروك دورساي على موقع روتن توميتوز (الإنجليزية)
- بروك دورساي على موقع ألو سيني (الفرنسية)
- بروك دورساي على موقع أول موفي (الإنجليزية)
- بروك دورساي على موقع إن إن دي بي (الإنجليزية)
- بروك دورساي على موقع قاعدة بيانات الفيلم (الإنجليزية)
- بروك دورساي على موقع كينوبويسك (الروسية)